# كاثرين كيرستن
كاثرين كيرستن (بالإنجليزية: Katherine Kersten)‏ هي صحفية أمريكية، ولدت في 1985.